# Myrtleford
Myrtleford – miejscowość w Australii w stanie Wiktoria, położona nad rzeką Ovens, w pobliżu parku narodowego Mount Buffalo. 
Głównym źródłem dochodów Myrtleford jest rolnictwo. Uprawa winogron, orzechów, jabłek oraz hodowla bydła. 
Miejscowość słynęła z wielkich upraw tytoniu.